# Lacanobia spartii
Lacanobia spartii là một loài bướm đêm trong họ Noctuidae.